# East Glacier Park
East Glacier Park statisztikai település az Amerikai Egyesült Államok Montana államában, Glacier megyében. Lakosainak száma 354 fő (2020. április 1.).

## Közlekedés
A települést érinti az Amtrak egyik távolsági vasúti járata is, az Empire Builder.

## Népesség
A település népességének változása:
| Lakosok száma | 396  | 363  | 354  |
|               | 2000 | 2010 | 2020 |